# Villa Croce (Castelletto)
La villa Croce est une villa historique située à Gênes dans le quartier collinaire de Castelletto. Elle a été construite au XVIIIe siècle comme une villa suburbaine, dans une zone desservie par l' aqueduc historique, entre les pentes de Sant'Anna et de San Rocchino. Elle se trouve aujourd'hui dans le centre-ville à la suite de l'expansion de Gênes au XIXe siècle.

## Description
La villa a un plan en L et comporte deux loggias d'angle, avec des fresques et des décorations architecturales originales. Un complexe baroque avec nymphée et escaliers la relie au jardin. Le parc borde en amont celui de la villa Gruber De Mari et, avant qu'il soit amputé pour la construction du Circonvallazione a Monte, il était beaucoup plus grand.
La villa a été restaurée au début des années 2000 et est toujours utilisée comme résidence privée

## Galerie d'images

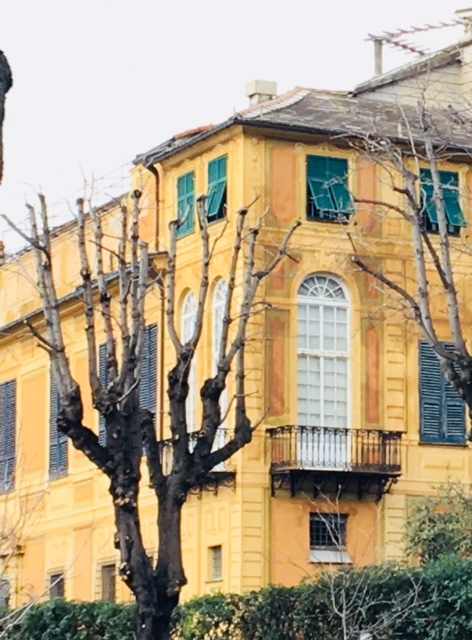
Villa Croce à Castelletto
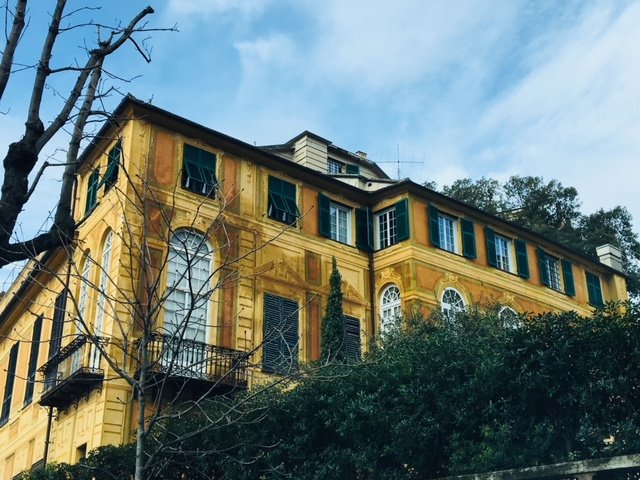
Villa Croce à Castelletto
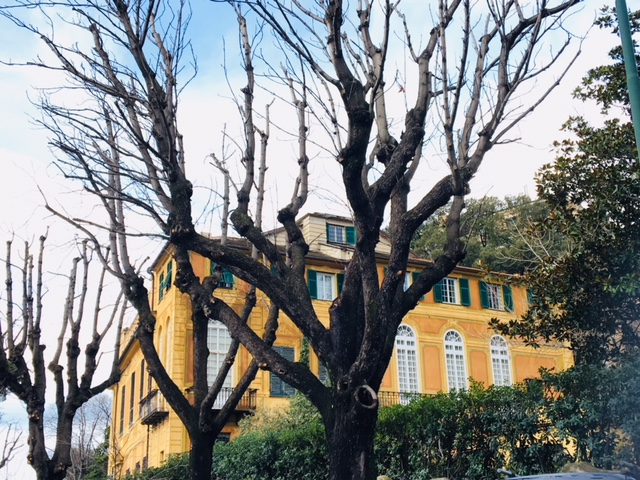
Villa Croce à Castelletto